# قيسارية ماريتيما
قيسارية ماريتيما ( اليونانية: Παράλιος Καισάρεια Parálios Kaisáreia ) ، والمعروفة أيضًا باسم قيصرية فلسطين ،  كانت مدينة قديمة في سهل شارون (سارونا) على ساحل البحر الأبيض المتوسط، والآن هي في حالة خراب.

## تاريخ
بنيت المدينة والميناء تحت حكم هيرودس الكبير بين عامي 22-10 قبل الميلاد بالقرب من الموقع الفينيقي السابق ومحطة البحرية المعروفة باسم بيرغوس (Στράτωνος πύργος)، برج ستراتون (Stratonos)، وربما اشتقت من ستراتونيس. وأصبحت فيما بعد عاصمة يهودا الرومانية، ومقاطعات سوريا الشرقية الرومانية، ومقاطعة بيزنطة. كانت المدينة مأهولة بالسكان بين القرنين الأول والسادس، وأصبحت مركزًا مبكرًا مهمًا للمسيحية خلال الفترة البيزنطية، ولكن تم التخلي عنها في الغالب بعد الفتح الإسلامي عام 640. أعيد ضمها من قبل الصليبيين، وأخيرا اُدمجت ضمن الدولة المملوكية في 1265.

## العصر الكلاسيكي

### المؤسسة

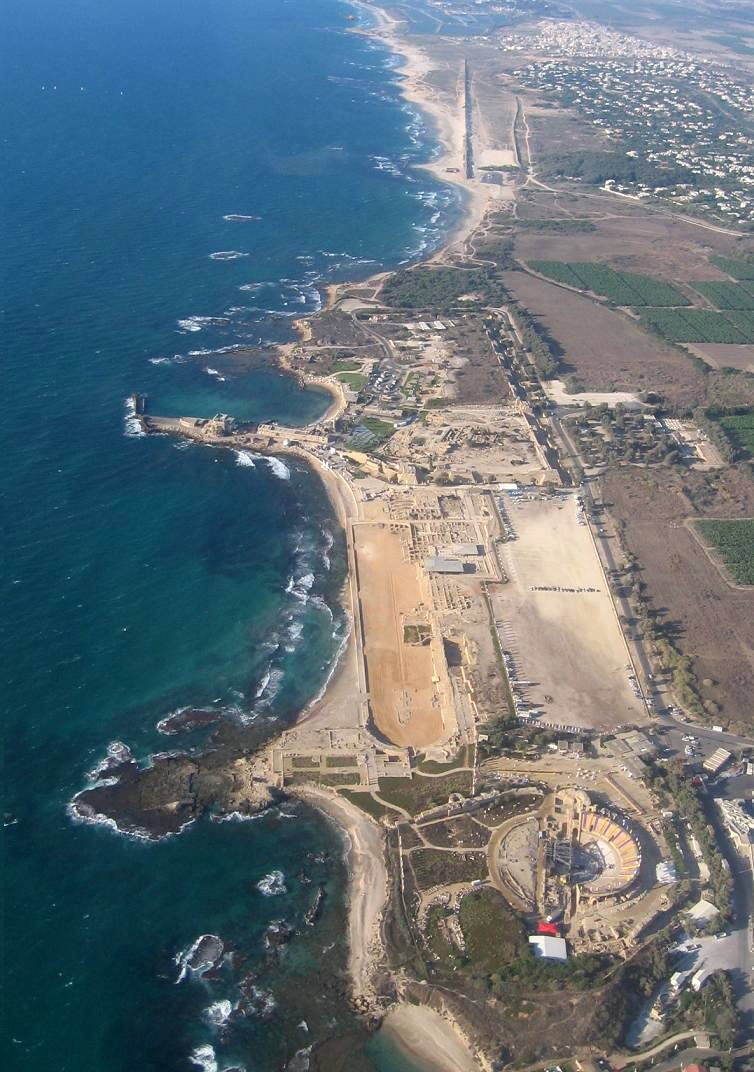
صورة من الجو

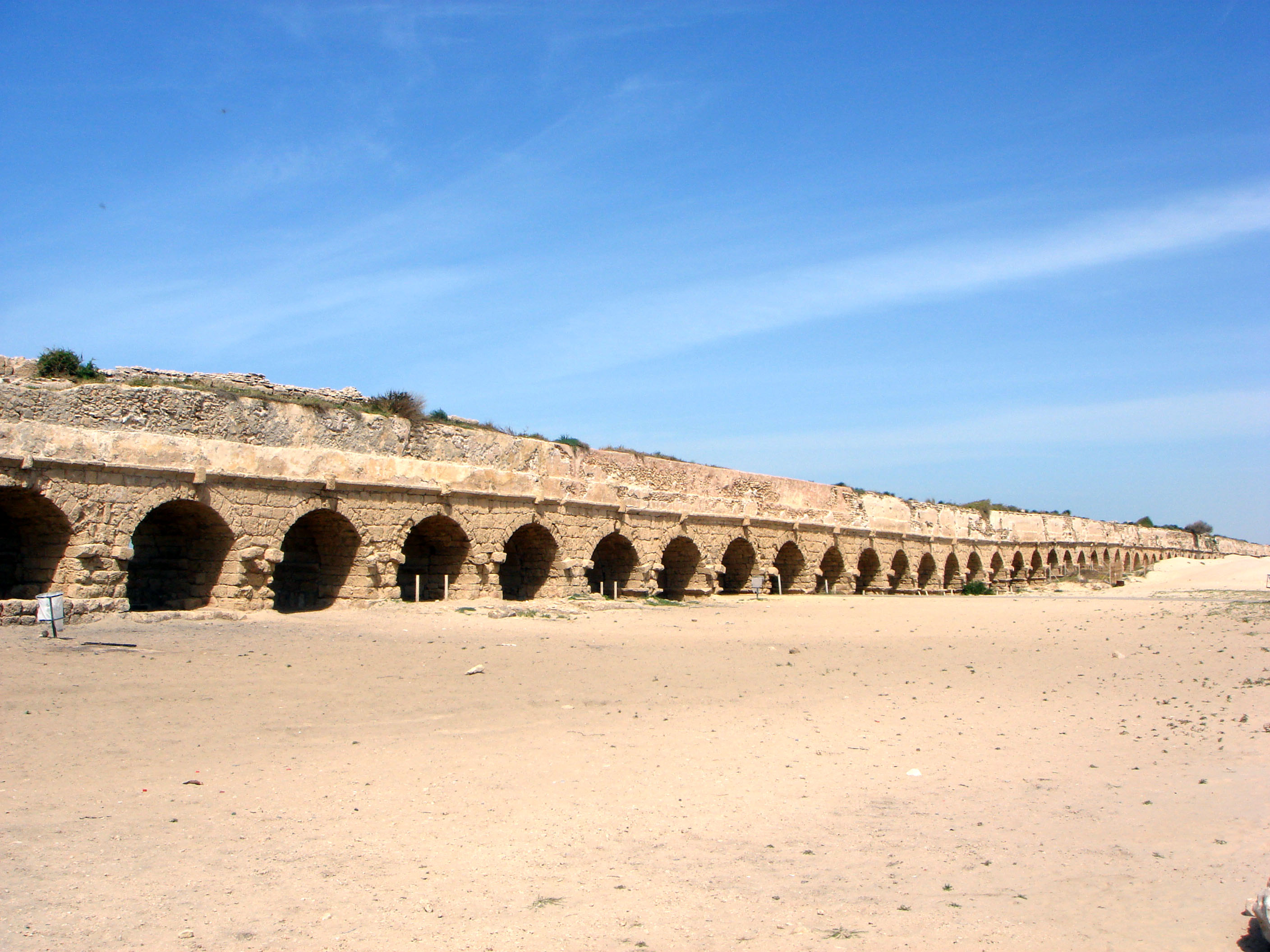
بقايا القناة الرومانية القديمة

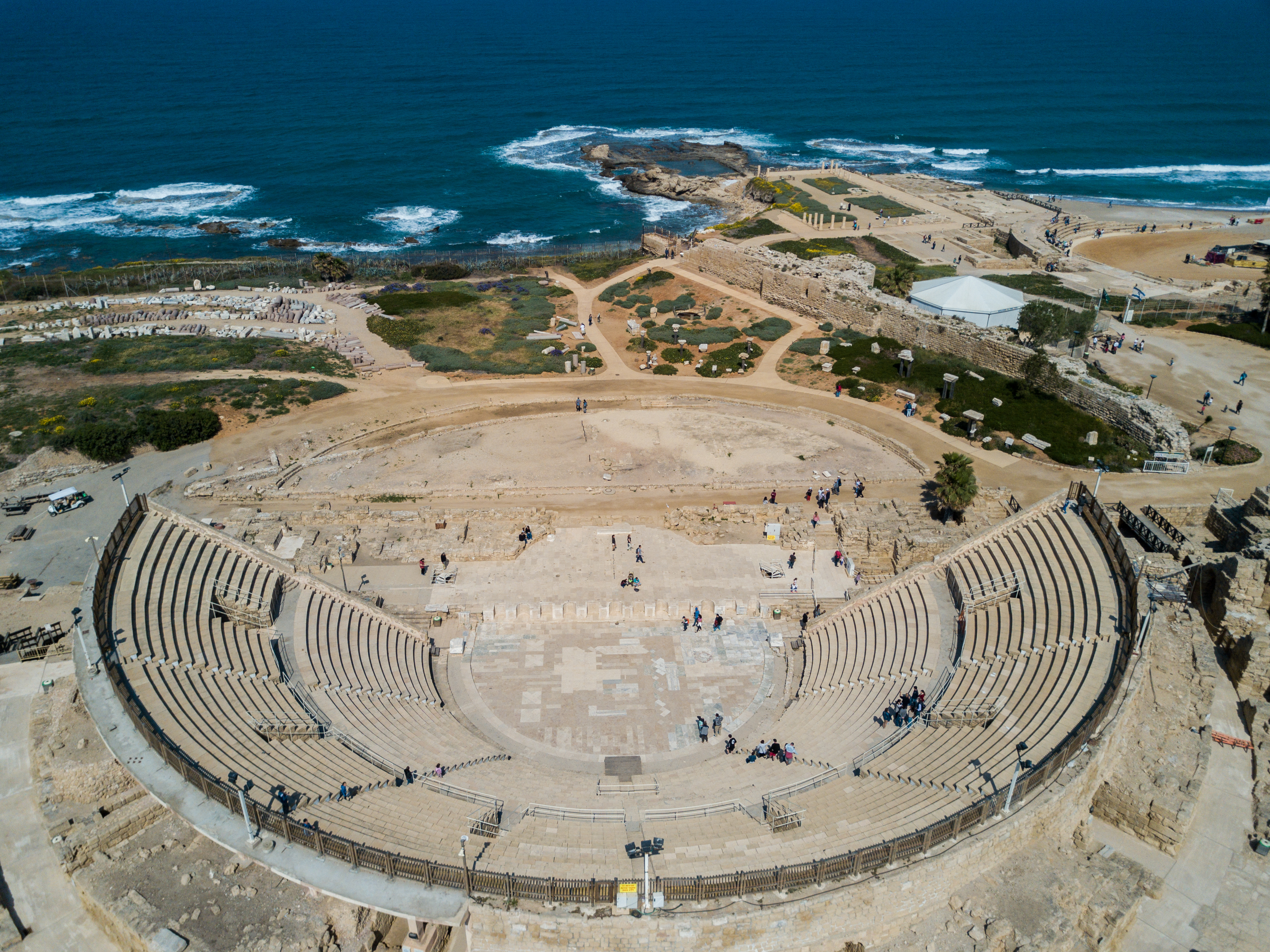
المسرح

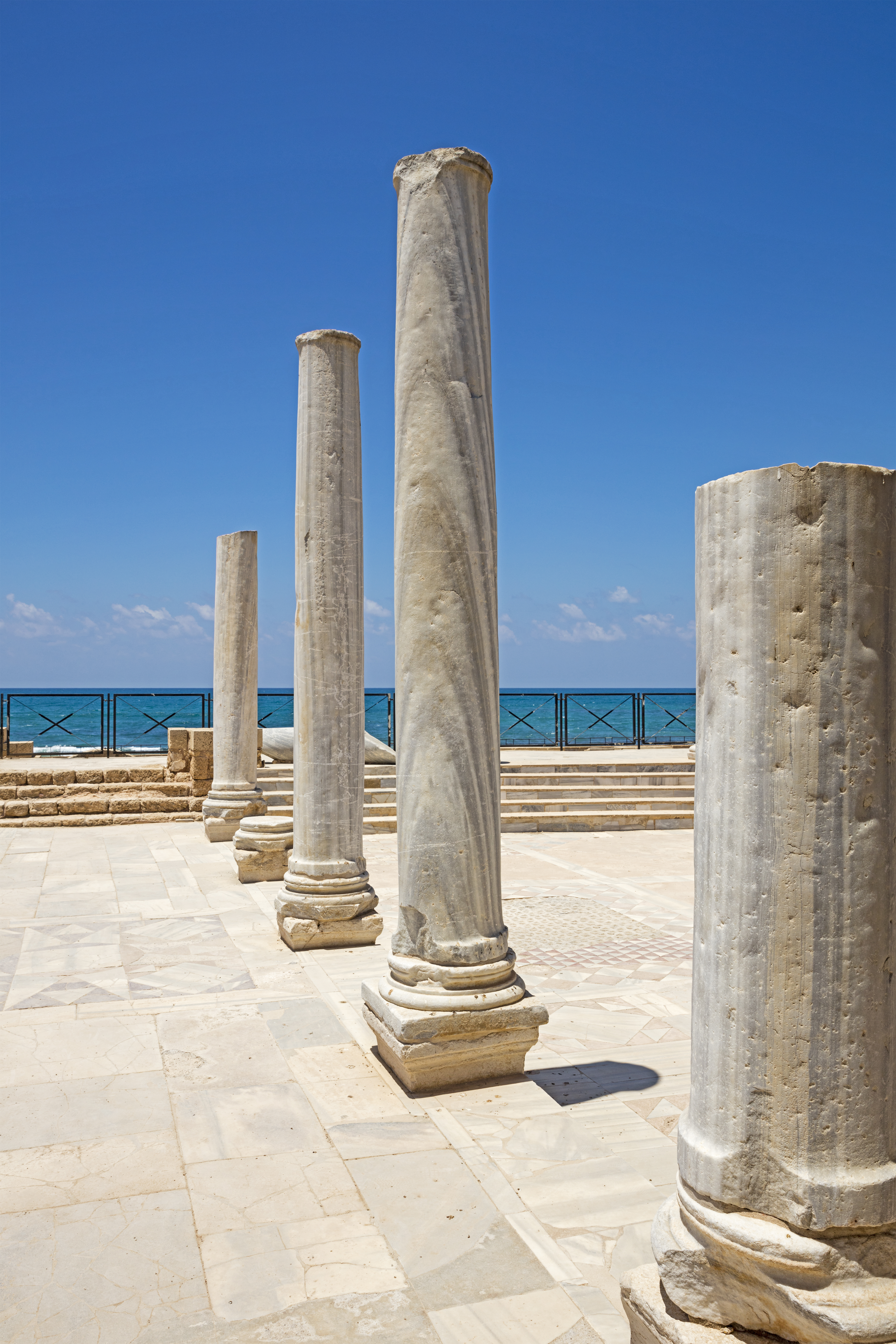
قيصرية ماريتيما-الأعمدة

حصل موقع المحطة البحرية الفينيقية السابقة على هيرودس الكبير في 30 ق.م. بنى هيرود قصره على رعن يمتد إلى البحر، مع حوض سباحة مزخرف تحيط به الحانات. ومضى لبناء ميناء كبير ومدينة، والتي سماها تكريما لراعي قيصر أوغسطس.